# Ormenis biskrensis
Ormenis biskrensis är en insektsart som beskrevs av Lethierry 1889. Ormenis biskrensis ingår i släktet Ormenis och familjen Flatidae. Inga underarter finns listade i Catalogue of Life.